# Ключи (Смоленская область)
Ключи — Деревня в Угранском районе Смоленской области России. Входит в состав Всходского сельского поселения.
Население — 9 жителей (2007 год).
Расположена в юго-восточной части области в 19 км к юго-западу от Угры, в 0,1 км южнее автодороги Знаменка-Спас-Деменск, на берегу реки Угра. В 16 км юго-восточнее от деревни находится железнодорожная станция Баскаковка на линии Торжок-Брянск.

## История
В годы Великой Отечественной войны деревня была оккупирована гитлеровскими войсками в октябре 1941 года, освобождена в марте 1943 года.